# 山口勇 (バスケットボール)
山口 勇（やまぐち いさむ、1941年12月4日  - ）は、日本の元バスケットボール選手である。東京都出身。
全日本の一員として1963年世界選手権に出場し、7試合出場22得点を記録した。